# Henrik Berggren (journalist)
Claes Henrik Arvid Berggren, född 18 juni 1957 i Uppsala, är en svensk journalist, författare och historiker.  
Som barn bodde Berggren i New York i USA. Efter att ha studerat i Stockholm och Göteborg tog han 1986 en Master of Arts i historia vid University of California, Berkeley. Han disputerade 1995 i samma ämne vid Stockholms universitet på avhandlingen Seklets ungdom.
Berggren började skriva för Dagens Nyheter som frilansare år 1986 och fick fast anställning vid tidningen år 1991. I september 2000 efterträdde han Ingrid Elam som DN:s kulturchef. Tre år senare lämnade han posten och gick på tjänstledighet för att ägna sig åt sitt författarskap, varvid Lars Linder inträdde som tillförordnad kulturchef. Tjänsten övertogs nästa år av Maria Schottenius.
I februari 2004 återinträdde Berggren på DN som ledarskribent. Det väckte viss uppmärksamhet att en medarbetare vid kultursidan, som ofta ses som vänsterbetonad, övergick till tidningens oberoende liberala ledarsida. Berggren tog detta med ro: "Kanske en del kommer att höja på ögonbrynen, men för min del finns inget problem."
År 2010, samma år som han publicerade en uppmärksammad biografi över Olof Palme, sade Berggren upp sig från arbetet som ledarskribent. Han har sedan dess arbetat som författare på heltid. Berggrens böcker har framförallt behandlat historiska, idéhistoriska och samhälleliga frågor. 

## Utmärkelser
- 2011 – Axel Hirschs pris
- 2011 – Johan Hansson-priset
- 2011 – John Landquists pris